# Гвардініца
Гвардініца (рум. Gvardinița) — село у повіті Мехедінць в Румунії. Входить до складу комуни Белечица.
Село розташоване на відстані 234 км на захід від Бухареста, 46 км на південний схід від Дробета-Турну-Северина, 53 км на захід від Крайови.

## Населення
За даними перепису населення 2002 року у селі проживали 1432 особи, усі — румуни. Усі жителі села рідною мовою назвали румунську.